# Будва
Будва (на сръбски: Будва) е град, разположен на адриатическото крайбрежие на Черна гора.
Населението на града е от почти 11 хил. жители. Той е административен център на едноименната община с население близо 16 хил. души през 2003 г. Бреговата ивица около Будва се нарича Будванска ривиера и се намира в централното крайбрежие на Черна гора. Градът е известна туристическа дестинация и привлича туристите с плажовете, нощния живот и средиземноморската си архитектура.

## История

### Обща история
Районът на Будва е бил населен още от дълбока древност. Според местна легенда градът е основан от финикиеца Кадъм, който е бил заточен в Тива и след напускането ѝ с жена си Хармония намират тук подслон.
Своето наследство в Будва оставят 2 големи древни цивилизации – древногръцката и древноримската. След падането на Римската империя и разделянето ѝ на Източна и Западна Римска империя точно в района на Будва минава границата между тях, което се отразява на историята и културата на града. През Средновековието Будва е последователно в състава на Дукля, Зета, Рашка и Венецианската република, която управлява града близо 300 г.
В следващите години Будва сменя няколко последователни управления на Австрийската империя, Наполеонова Франция и Руската империя. За кратко, в периода 1813 – 1814 г., Будва е част от унията между Бока Которска и Черна гора, но от 1814 до 1918 г. градът отново е част от Австрийската и (по-късно Австро-унгарска) империя. След разпадането на империята става част от Кралство Югославия през 1918 г.
По време на Втората световна война много от жителите на района участват в съпротивата. Градът е отново в състава на Югославия от 22 ноември 1944 г.
При земетресението от 15 април 1979 г. много от къщите в Стария град са разрушени. Днес почти не се откриват свидетелства за това катастрофално събитие. Всички разрушени къщи са възстановени в първоначалния им вид.

### В българската история
През 1002 г. Будин е превзет от войските на цар Самуил и остава в рамките на Първото българско царство до неговия край. През 14 век е част от Душановото царство, след което получава особен статут.
След завоюването на югозападните български земи от османците през 1417 г. Ружица Балшич (дъщеря на Иванина Комнина, племенница на царица Елена) намира убежище и прием в Будва (виж Средновековни сръбски земи) при своя племенник Балша III, който ѝ поверява управлението на града. Този факт е отразен в народния епос от онова време (виж Бугарщици).

## Население
Будва е административен център на едноименната община, която включва градовете Бечичи и Петровац. Градът има 10 918 жители, а населението на общината наброява 15 909 души през 2003 г.
Изменение на населението на град Будва:
- 3 март 1981 – 4684
- 3 март 1991 – 7178
- 1 ноември 2003 – 10 918

Етнически групи (1991 г. – 2003 г.):
- черногорци (62,52% – 45,56%)
- сърби (22,47% – 40,45%)
- мюсюлмани (1,49% – 1,27%)
- хървати (1,21% – 1,10%)

## Личности

### Родени
- Георги Рафаилович, духовник и книжовник
- Гойчин Църноевич
- Стефан Митров Любиша, будител

## Побратимени градове
- Нови Сад
- Велика Плана
- Банска Бистрица
- Охрид